# Sabine Aichhorn
Sabine Aichhorn (* 17. Jänner 1979 in Linz) ist eine österreichische bildende Künstlerin.

## Leben
Sabine Aichhorn studierte an der Universität für angewandte Kunst Wien Malerei, Animationsfilm und Tapisserie bei Christian Ludwig Attersee. An der Kunstuniversität Linz studierte sie Textil/Kunst&Design. Weiterhin absolvierte sie ein Studium der Wirtschaftswissenschaften an der Johannes Kepler Universität Linz. 2005 erhielt sie die Talentförderungsprämie für bildende Kunst des Landes Oberösterreich und 2006 ein Atelierstipendium des Bundesministeriums für Unterricht, Kunst und Kultur. Sie lebt und arbeitet in Wien.

## Ausstellungen (Auswahl)

### Einzelausstellungen
- 2006: Homedebut. Galerie Eder, Linz
- 2009: Los Angeles. Studio Neue Galerie Graz (Kurator: Günther Holler-Schuster)[2]
- 2010: Hollywood Party. MAK NITE, Museum für angewandte Kunst Wien, (Kuratorin: Marlies Wirth)[3][4]

### Gruppenausstellungen
- 2002: Shopping. Kunstverein Oberösterreich, Linz
- 2004: Textile Art&Design. Museum Nordico, Linz
- 2005: WOLLENKUNST. Künstlerhaus Wien, Wien
- 2006: Take the long way home (mit Katharina Berthold). Galerie BMB, Amsterdam[5]
- 2006: Der gemalte Gruß. Galerie 422, Gmunden[6]
- 2006: Happy ends (mit Elisabeth Wagner). Galerie Paradigma, Linz
- 2007: Sabine Aichhorn, Katharina Berthold, Susanne Dietz. Galerie Chelsea, Basel[7]
- 2007: Landpartie 2. Area 53, Wien
- 2008: Bild/Macht/Wissen. Galerie5020, Salzburg (kuratiert von Hildegard Fraueneder)[8]
- 2009: Re-Use. Das zweite Leben der Materialien. Museum für Kunst und Gewerbe Hamburg (Kurator: Rüdiger Joppien)
- 2009: Editionen09. Galerie Momentum, Wien
- 2009: eMOTION, G.A.S-station. Tankstelle für Kunst und Impuls, Berlin[9]
- 2009: In der Kubatur des Kabinetts: One night in Downtown L.A. fluc, Wien (Kuratorin: Ursula Maria Probst)
- 2009: UnORTnung III, eine Ausstellungs- und Projektreihe. Wien
- 2011: PLAT(T)FORM 11. Fotomuseum Winterthur, Winterthur[10]
- 2011: ENTARTAINER. Im Rahmen der PARKFAIR, Wien (Kuratoren: Iv Toshain, Matthias Makowsky)[11]

### Designprojekte
- seit 2007: Filmpalmen. Filmfestivalpokale für österreichische Filmfestivals (Viennale, Diagonale, Crossing Europe), Firma Synchro, Wien
- 2010: Red Ribbon. Filmschmuck Kollektion exklusiv für den Life Ball 2010, Wien
- 2011: Red Ribbon. Filmschmuck Kollektion exklusiv für den Life Ball 2011, Wien[12]